# Quebrada Acerillo
La quebrada Acerillo es un curso natural de agua intermitente que fluye en el extremo norte de la región de Atacama para desembocar en la quebrada Doña Inés Chica.

## Historia
Luis Risopatrón describe en su Diccionario Jeográfico de Chile dos accidentes geográficos que llevan su nombre:: 3 
Acerillo (Quebrada) 26° 07’ 69° 25’. Se encuentra en ella el agua del mismo nombre, al pié S de la sierra de Doña Ines Chica. 93, p. IV plano Kaempffer (1904); i de los Acerillos en 99, p. 71.
Acerillo (Agua de) 26° 07’ 69° 25’. De esquisita calidad i límpida trasparencia, corre sobre un lecho de granito i de arena, en medio de vegas, en cuyos alrededores abunda la leña, principalmente el acerillo (Lyciount, sp. Familia solanáceas) i se encuentra a 3 115 m de altitud, en la quebrada del mismo nombre, al pié S de la sierra de Doña Ines Chica. 93, p. IV plano de Kaempffer (1904), XVII i CXVI; 98, II, p. 320; 99, p. 71; 128; i 156; Acerilla en 62 II, p. 344 i vega de Acerillos en 98, III, p. 146.